# فرشته‌ماهی پشت‌نارنجی
فرشته‌ماهی پشت‌نارنجی (نام علمی: Centropyge acanthops) نام یک گونه از تیره فرشته‌ماهیان است.